# 黄山洞水库 (博罗县)
黄山洞水库，位于广东省博罗县罗阳镇境内，是公庄河（杨村河）左岸支流麻陂河上的一座中型水库。1958年6月开工，1961年7月竣工蓄水。水库坝址以上集水面积44平方千米，总库容3143万立方米。大坝为黏土心墙坝，最大坝高36.6米，坝顶长180米，坝顶宽4.0米。水库以灌溉为主，兼顾防洪、发电、供水和养殖。水库灌溉耕地面积1667公顷、设计日供水1万立方米（现日供水仅1200立方米），坝后电站装机容量825千瓦，年发电量200万千瓦时。水库防洪保护耕地4000公顷、6万人口和京九铁路、205国道、惠河高速公路。